# Unwanted
Unwanted è il quinto singolo per Inghilterra e Irlanda estratto dall'album Let Go di Avril Lavigne.
In Inghilterra il singolo è stato trasmesso solo per radio e non è stato pubblicato su CD.
Il brano si distingue dalle altre tracce dell'album in quanto presenta sonorità molto più rock ed un massiccio uso di chitarra.
Unwanted è stato inoltre incluso nell'EP The Angus Drive.

## Tracce
Singolo promozionale
1. Unwanted – 3:40